# Staw Trzewiczek
Staw Trzewiczek (śl. Stow od Szczewicka) – staw pochodzenia antropogenicznego, znajdujący się we wschodniej części Katowic, na terenie dzielnicy Janów-Nikiszowiec, pomiędzy ulicami: Zamkową, Teofila Ociepki i Oswobodzenia. Nazwa stawu pochodzi od nazwiska jednego z jego dawnych właścicieli.
Staw posiada podwyższoną wartość przyrodniczą. Jego powierzchnia wynosi 0,92 ha i znajduje na obszarze bezodpływowym wewnątrz zlewni Boliny. Silnie zarośnięty roślinnością szuwarową z siedliskami higrofilnymi staw wraz z otoczeniem jest miejscem rozrodu płazów i szlakiem migracji zwierząt. Obszar wokół stawu jest przeznaczony pod zabudowę usługową z zielenią urządzoną.
Od maja do sierpnia 2004 roku uporządkowano gospodarkę ściekową w rejonie stawu. Koszt inwestycji wyniósł około 360 tys. zł.